# 스네이크 핏
《스네이크 핏》(The Snake Pit)은 미국에서 제작된 아나톨 리트박 감독의 1948년 드라마 영화이다. 올리비아 드 하빌랜드 등이 주연으로 출연하였고 메리 제인 워드의 동명의 1946년 소설에 기반을 두고 있다. 로버트 바슬러 등이 제작에 참여하였다.
이 영화는 아카데미 음향효과상을 수상했으며 여우주연상, 감독상, 음악상, 작품상, 각색상 부문에서 후보로 올랐다.

## 출연

### 주연
- 올리비아 드 하빌랜드
- 마크 스티븐스

### 조연
- 벳시 블레어
- 리오 겐
- 셀레스트 홈
- 글렌 랭갠
- 헬렌 크레이그
- 리프 에릭슨
- 벨루아 본디
- 리 패트릭
- 하워드 프리맨
- 나탈리 샤퍼
- 러스 도넬리
- 캐서린 록
- 프랭크 콘로이
- 미나 곰벨

## 기타
- 미술: 라일 R. 휠러
- 미술: 조셉 C. 라이트
- 의상: 보니 캐신